# Pirgel Dávid
Pirgel Dávid (Budapest, 1985. augusztus 15. –) magyar színész, a Budapesti Operettszínház tánckarának tagja.

## Rövid életrajz
A Szent László Általános Iskolában kezdte tanulmányait, majd a Vörösmarty Mihály Gimnáziumban érettségizett. Ezután a Budapesti Operettszínház Musical együttesében (Ensemble) láthattuk. Diákévei alatt énekelt az iskola vegyeskarában és 6 évig gitározott. Gyermekkora óta jazz-táncot tanul.
Sikeresen elvégezte az Aranytíz Musical Stúdiót és az Operettszínház studióját (PBS). Ezalatt már játszott a Piccolo Színházban a Jézus Krisztus Szupersztár (Apostol) és a Nana (Labordette) című előadásokban és a Musical A-tól W-ig című show-ban.
Szerepelt az AD Studio Egyetlen perc című klipjében. Következőkben láthattuk: Jézus Krisztus Szupersztár, Nana, Elisabeth, Rómeó és Júlia, Szépség és a Szörnyeteg, Rudolf, Kiálts a szeretetért!, West Side Story, Mária Evangéliuma (Rafael), Vámpírok bálja (Herbert), Oltári Srácok (Abraham) és a Szentivánéji álom (Puck egyik haverja).

## Szerepei
- Ben – Rebecca (Budapesti Operettszínház)
- Hanschen – Tavaszébredés – stúdióvaltozat  (Budapesti Operettszínház)
- Moritz – Tavaszébredés (Budapesti Operettszínház)
- Puck haverja – Szentivánéji álom (Budapesti Operettszínház)
- Abraham – Oltári srácok (Budapesti Operettszínház)
- Herbert – Vámpírok Bálja (Magyar Színház)
- Halál (cover) – Elisabeth (Budapesti Operettszínház)
- Rafael arkangyal – Mária Evangéliuma (Margitszigeti Szabadtéri Színpad)
- Táncos (Ensemble) – Rudolf – Az utolsó csók, Rómeó és Júlia, Mozart!, Szépség és a Szörnyeteg (Budapesti Operettszínház)

## Film- és sorozatszerepei
- …a szomszéd tehene (2024) … Fodrász

## Külső hivatkozások
- Pirgel Dávid a PORT.hu-n (magyarul)
- Budapesti Operettszínház
- Vámpírok bálja
- Musical Forever – rajongói oldal